# Tequixquiac
Santiago Tequixquiac je gradić u Meksiku. Sjedište je općine Tequixquiac koja se nalazi na sjeveroistočnom dijelu meksičke savezne države Meksiko. Uobičajeno se i naselje i općinu naziva imenom Tequixquiaca. 
Gradić se nalazi na sjevernom prolazu koji vodi iz Meksičke doline i oko 120 km sjeveroistočno od glavnog grada te savezne države, Toluce. Ime dolazi iz jezika nahuatl i znači "mjesto salitrenih vodâ".

## Grad
Područje je bilo naseljeno najmanje zadnjih 12.000 godina prema arheološkim artefaktima koje se nađlo na ovom području. Među tim nalazima su i prvi primjerci ljudskih umjetničkih uradaka na području Amerikâ: tri školjke koje su u dolnjim dijelovima dekorirane dragim materijalom zvanim "Sacro (sacrum) de Tequixquiac." Ovaj artefakt se nalazi u Nacionalnom antropološkom muzeju in Ciudad Mexicu. Za vjerovati je da su ljudi bili temom crteža ovdje zbog toga što je ovo područje bogato potocima i izvorima.
Pleme Mexica je prošlo ovim područje dok je lutalo od Aztlana prije nego što je utemeljilo grad Tenochtitlan (kasniji Ciudad Mexico). Utemeljenje grada datira u 1168., a utemeljili su ga Chichimeke koji su se naselili pod utjecajem Olmeka. Lončarski i ini artefakti pokazuju i utjecaje Huasteka, Mixteka i Totonaca. Povijesni zapisi kazuju da su gradom vladali Tolteci, Tepanec kao i Asteci. Asteci su bili zadnji koji su vladali ovim gradom, nakon što je Chimalpopoca osvojio ovaj kraj 1415. Tequixquiac je ostao u okrugu Tepaneca Astečkog Carstva pod vlašću Tacube koji mu je plaćao danak u Hueypoxtli. Grad je zadržao poglavice, sada odane Astecima, a jedan od zadnjih je bio Acalmiztli koji je vjerojatno bio vrlo poštovan među svojim podanicima. Stanovnici predkonkvistadorskog Tequixquiaca su bili poznati po njihovom strogom kodu časti i po tome što su bili napredni u medicini, obrazovanju, arhitekturi i građevinarstvu.
Nakon pada astečkog carstva u španjolske ruke, konkvistador Hernán Cortés je dodijelio ovaj grad i okolicu kao encomiendu dvama konkvistadorima, Martínu Lópezu, koji je izgradio brigantine kojima se razorilo Tenochtitlan i Andrésu Núñezu. U Tequixquiacu se, kao i u Apaxcu i u Hueypoxtli, krenulo s vađenjem vapna, rabeći za to indijansku radnu snagu koja je bila odvedena na prisilni rad. Indijanske obitelji je 1552. raselio Francisco López de Tlaltzintlale s njihovih zemalja da bi napravio mjesta za španjolske doseljenike. Potkrajljeva vlast je ovo opravdavala vjerskim razlozima. Činili su franjevce napraviti nove kapelice na raznim encomiendama, a Indijance su naselili okolo njih. Jedna od tih kapela je crkva Santiago Tequixquiac koji je bio nadležan za nova sela San Mateo Hueycalco, San Sebastián Tlalachco i ina. Ova crkva je izgrađena 1569. godine. Formalno je postala župom 1590. godine.
Crkva je građena u nekoliko faza. Atrij je bio velikim prostorom ograđenim kamenom s križem na vrhu, no kršćanski i domorodački simboli su bili ispremiješani na zidovima. Na svakom od četiri kuta su bili zdenci, a u sredini se nalazi otvoreni prostor sa Solomonovim stupovima. Pročelje ima dvoje vrata koja su dekorirana radovima u kamenu koji također sadrže indijanske simbole. Crkva i grad su posvećeni apostolu svetom Jakovu starijem. Za vrijeme suše, kip "Gospodina od kapele" ("Señor de la Capilla") se donijelo u Tequixquiac iz Apaxca. Kad je suša prestala, sliku se nije vratilo, vjerojatno jer je bila od vlakana i bila je preteška za nositi. Od onda je ostala u ovom gradu. Pripisuju joj se brojna čuda. Župni svod je obnovljen 1856. godine.
Prvu školu u ovom gradu je izgradio Narciso Vargas 1856. godine. Nalazi se u četvrti San Miguelito.
Veliki kanal je prokopan kroz ovo područje za vrijeme predsjednikovanja Porfirija Diaza, radi isušivanja Meksičke doline. Dok se kopalo taj kanal, našlo se mnoštvo arheoloških nalaza koji su dali podatke o davnoj nazočnosti ljudi u ovom kraju. Jedan od inženjera koji su radili na ovom kanalu, Tito Rosas, je dobio priznanje nalaskom Sacra de Tequixquiac". U 20. stoljeću je proizvodnja pulquea postala gospodarski važnom, a hacienda San Sebastián je bila glavnim proizvođačem. Željeznička prometnica koja je spojila ovaj gradić s glavnim gradom i ostatkom države je napravljena 1917. na mjestu današnje ulice Alfreda del Maza. Kasnije je razmontirana zbog političkih razloga 1945. godine.
Grad se prourbaniziralo od 1950-ih kao dijelom urbane aglomeracije Meksičke doline (Zona Metropolitana del Valle de México).

## Općina
Kao općinsko sjedište, grad Santiago Tequixquiac je nadležan idućim zajednicama: La Heredad, San Miguel, Tlapanaloya, El Cenicero, Colonia Wenceslao Labra, Colonia La Esperanza, Palo Grande, Monte Alto, El Crucero, La Arenilla, La Rinconada i La Vega. Cijela općina rasprostire se na 96,37 i međi s općinama Apaxco, Hueypoxtla, Zumpango, Huehuetoca i meksičkom saveznom državom Hidalgom. Općinsko sjedište je u maloj duguljastoj dolini. Najveći dio općine je na visokoj mesi koja ide od Meksičke doline do Mezquitalske doline.
Texquixquiac je jednim od prvih gradova koji je postao općinom prema odredbama ustava iz Cadiza, prije nego što je okončao meksički rat za neovisnost; status je stekao 29. studenoga 1820. godine.
General Emiliano Zapata je došao u Tequixquiac za vrijeme meksičke revolucije. Zemljišta je redistribuirao općini. Približno 275 hektara zemlje je preraspodijeljeno pod sustavom ejida. Predsjednik Emilio Portes Gil je poslije dodijelio još 3338 hektara zemlje za ejido. Sustav za navodnjavanje ovih zemljišta je financirao predsjednik Lazaro Cardenas. Bilo je to između 1937. i 1938. godine. Ugradilo se crpke koje su crpile vodu iz isušitbenog kanala radi navodnjavanja vode ovdje.
Ovdje se 1954. prokopalo još jedan drenažni kanal za Meksičku dolinu. Bilo je to za vrijeme dok je predsjednik bio Adolfo Ruiz Cortines. Ovo je potaklo gospodarski razvitak ove općine, jer je povećalo zemljišne površine na kojima se nešto moglo uzgajati. Kad se izgradila autocestovna prometnica koja je spojila ovu općinu sa Zumpangom, Apaxcom i saveznom državom Hidalgo, poljodjelci su mogli lakše dostaviti svoje proizvode na nova tržišta.
Gospodarstvo se tradicijski temeljilo na poljodjelstvu. Osobito se uzgajao kukuruz, uglavnom za domaće potrebe. No, klimatskim promjenama su opali žetveni prinosi i uslijedio je rast trgovine u obliku malih i srednjih poduzeća. Industrija je nazočna u tragovima.

## Povijest
Križna kost koju se našlo u Tequixquiacu smatra se djelo pretpovijesne umjetnosti. Područje ovog grada bilo je naseljeno još 35.000. pr. Kr. Stanovnici su bili primitivni ljudi koji su prešli Beringov prolaz dolazeći iz Azije. Ti ljudi su bili nomadi, lovili su velike životinje kao što su mamuti i skupljali su plodove, što dokazuju arheološki nalazi nađeni ovdje. Jedan od najvrjednijih otkrića primitivne umjetnosti u Americi je iz ovo kraja. Zove se tequixquiačka kost. Ista nije imala svrhu, bila je jedva odražavala ideološki smisao umjetniku koji ju je izrezbario od kosti neke deve oko 22.000. pr. Kr.  Prvi domorodački naseljenici tequixquiačkog kraja su bili Azteci i Otomi, koji su se odlučili za stalno naseliti u ove krajeve zbog toga što su obilovali rijekama i izvorima. Najviše su se bavili poljodjelstvom i uzgojem domaćih životinja.
Godine 1152. Azteci su dok su putovali iz Meksičke doline iz Xicocotitlana Tule Tequixquiaca, odlučili se nakratko naseliti na mjestu zvanom Tepetongo.
Godine 1168. utemeljeno je selo Tequixquiac. U njemu je bilo približno 250 kuća raštrkanih duž obližnjih brda. Selo su pokorili Azteci koje je predvodio car Chimalpopoca.
Za kolonizacije koja je uslijedila nakon što je pao Tenochtitlan, Hernán Cortés je nagrađivao svoje vojnike zemljišnim česticama. Jedna od njih je bila Tequixquiac, koju su dodijelili dvama Španjolcima. Jedan od njih je bio Martín López, graditelj lansirnih rampa koje se rabilo kad se zauzimalo Tenochtitlan a drugi je bio Andrés Núñez.

## Gradske vlasti
| Gradonačelnik               | Razdoblje     |
| --------------------------- | ------------- |
| José Rafael Pérez Martínez  | 2000. – 2003. |
| Gustavo Alonso Donís García | 2003. – 2006. |
| Enrique Martínez Astorga    | 2006. – 2009. |
| Xóchitl Ramírez Ramírez     | 2009. – 2012. |
| Juan Carlos González García | 2012. – 2015. |

## Stanovništvo
| Grad                 | Br. stanovnika |
| Ukupno               | 31.080         |
| Santiago Tequixquiac | 19.772         |
| Tlapanaloya          | 6294           |
| Wenceslao Labra      | 847            |
| La Heredad           | 152            |